# Teatre romà de Magúncia
El teatre romà de Magúncia (llatí: Mogoncíacum) va ser un dels majors teatres del món romà al nord dels Alps. És a prop de l'estació del sud de Magúncia (Alemanya), sota la ciutadella, i prop de l'antic Castellum Mogontiacum. Amb un diàmetre de 116 metres i una amplada d'escena de 42 metres, la seva capacitat estimada estava entre els 9.000 i 10.000 espectadors.